# Ophelosia crawfordi
Ophelosia crawfordi is een vliesvleugelig insect uit de familie Pteromalidae. De wetenschappelijke naam is voor het eerst geldig gepubliceerd in 1890 door Riley.